# Chanalito
Chanalito är en ort i Mexiko.   Den ligger i kommunen Chanal och delstaten Chiapas, i den sydöstra delen av landet, 800 km öster om huvudstaden Mexico City. Chanalito ligger 2 256 meter över havet och antalet invånare är 142.
Terrängen runt Chanalito är huvudsakligen kuperad. Chanalito ligger uppe på en höjd. Runt Chanalito är det glesbefolkat, med 16 invånare per kvadratkilometer. Närmaste större samhälle är Chanal, 7,6 km sydost om Chanalito. I omgivningarna runt Chanalito växer huvudsakligen savannskog.